# Civilization: Call to Power
A Civilization: Call to Power egy körökre osztott stratégiai játék, melyet az Activision fejlesztett és adott ki 1999-ben. A játék a Civilization játéksorozat klónja, a névjogok megszerzése után kapta a címét. Készült egy portja Linux alá a Loki Software gondozásában, illetve a Wildcard Design fejlesztésében BeOS operációs rendszerre is, amelynek köszönhetően annak a platformnak az egyik sikerjátékává vált. Folytatása, a "Call to Power II" 2000-ben jelent meg, már Civilization név nélkül.

## Játékmenet
Az egyik legfontosabb különbség a Civilization játékokhoz képest, hogy nem ér véget a XXI. században, hanem tovább tart, egészen 3000-ig. Öt kor létezik benne: az ókor, a reneszánsz, a modern kor, a genetikus kor és a gyémántkor. Lehetőségünk van az űr kolonizálása mellett az óceánok benépesítésére is, a megfelelő technológia birtokában.
Hasonlóan a Civilization II-höz, ez a játék is izometrikus kétdimenziós megjelenítést használ. A játékban minden mező valójában kettő: a földi koordináta felett van egy az űrben is, így a játék a koordinátákat egy Z-tengely mentén is tudja értelmezni. A földi és a világűr-nézet között egy kapcsolóval lehet váltani. A szárazföldi és vízi egységek kizárólag a földi nézetben használhatóak, lehetőséggé válik azonban egy idő után arra, hogy a legtöbbjüket feljuttassuk az űrbe. Az űrhajók és az űrbeli harci járművek szabadon mozoghatnak a bolygó körül. Köztük vannak olyan egységek, amelyeket kizárólag itt lehet használni, tehát nem térhetnek vissza a földre, és vannak kétéltűek is. Az űrben nincs nyersanyag, ellentétben a földdel, viszont kolóniák létrehozása után azok képessé válnak élelmek és javak termelésére. Vízből is többféle van, mégpedig mélységtől függően. Ezeket a típusokat a tengeralattjáró kifejlesztése után láthatjuk, és ezután van lehetőségünk kolonizálni az óceánokat. Építhetünk alagutakat is a szárazföldi és a vízi települések közé.
Az ipari forradalom felfedezése után egy nehézséggel szembesül a játékos: a szennyezéssel. Azok a városok, amelyek túl sok szennyezést generálnak, elpusztítják a körülöttük lévő mezőket, amelyek így nem lesznek alkalmasak erőforrások termelésére. Ha túl sok ilyen lesz, a játék figyelmeztet, hogy globális katasztrófa van készülőben: klímaváltozás, az ózonréteg elvékonyodása, globális felmelegedés. Utóbbi esetében a vízszint drámaian megemelkedik és ez a városok pusztulásával jár együtt. Ha az ózonréteg pusztul el, elszaporodnak a halott játékmezők - elég fejlett civilizációk vissza tudják csinálni ennek a káros következményeit, de rengeteg nyersanyag árán. A gyémántkorban építhető Gaia Kontroller csoda megszünteti a szennyezés összes negatív következményét. Szennyezéseket különféle üzemek és erőművek generálnak, amelyeknek léteznek környezetbarát alternatívái is. Bizonyos esetekben, például nukleáris rakéták  vagy űrhajók kilövésekor, nagyobb mennyiségű szennyeződés kerül a légkörbe egyszerre.
A városokban élő emberek boldogságát is figyeli a program. Ha egy város túl messze van a fővárostól, túlzsúfolt, szennyezett, kizsigerelt, éhezik, vagy alulfizetett, a boldogság fokmérője visszazuhan és lázadások törhetnek ki. A boldogság háború idején is bezuhanhat, főleg ha ellenséges csapatok tartják megszállva a várost. A lázadó városok nem termelnek semmit sem, és ha nem törődünk velük, a lázadás átcsaphat forradalomba. Ez azt jelenti, hogy az adott város barbárrá lesz, vagy csatlakozik egy másik nemzethez, amelyik felépítette az egyenjogúsági törvény csodáját. A nagyon boldog városok éppen ellenkezőleg, ünnepelnek.
Ahogy a Civilization sorozat játékaiban, úgy itt is lehetőség van csodák építésére. Ezek sok nyersanyagot igényelnek és időbe telik a felépítésük, cserébe jókora bónuszokat adnak. A legtöbbjük az egész civilizációra van hatással, nemcsak az adott városra, ahol felépül, és mindegyiket csak egy játékos építheti fel. Az idő előrehaladtával bizonyos csodák meghaladottá válnak és elveszítik bónuszaikat. Ha egy civilizáció meghódítja a másikat vagy elveszi annak városát, a csodák előnyeit is megszerzi.
A játék többféleképpen is véget érhet. A hagyományos módon elég, ha legyőzünk mindenkit. Ha felépítjük a féreglyuk-szenzor csodát, és megvalósítjuk az idegen élet projektet, az is a győzelem egyik módja. Hasonlóképpen nyerünk, ha a 3000. év elérésekor a miénk a legmagasabb pontszám.

## Megjelenés és fogadtatás
A játékot 1999 áprilisában adta ki az Activision Windowsra. A Linux port egy hónappal később érkezett, BeOS és Mac OS alatt azonban csak 2000 elején jelent meg.
Fogadtatása vegyes volt, egyes kritikák szerint vannak jó pillanatai, de nehéz igazán élvezni. A GameSpot még az év legkiábrándítóbb játéka címre is jelölte. 2000 szeptemberéig körülbelül 300 ezer példányban fogyott.